# Ордонанс
Ордона́нсы (фр. ordonnance — приказ) — королевские указы во Франции и Англии, имевшие силу государственных законов (в Англии — без обязательного утверждения их органами сословного представительства).
В новейшее время в ряде франкоязычных стран, которые являются президентскими республиками (Франция, Сенегал, Тунис, Алжир и другие), ордонанс — акт главы государства, относящийся к сфере законодательной деятельности, но принимаемый главой государства в силу исключительных причин (в том числе, когда деятельность парламента прервана).

## Англия
Со второй половины XIII века в Англии ордонансами называли (в отличие от статутов) менее важные указы, чаще всего временного характера, которые издавались лично королём.
В 1537 году ордонансы были приравнены к статутам с точки зрения их юридической силы.

## Румыния
В современной Румынии ордонанс — акт правительства на основе специального уполномочивающего закона в пределах и на условиях, предусмотренных этим законом.

## Франция
Во Франции ордонансы появились во второй половине XII века; в XV веке была установлена практика, по которой ордонансы приобретали силу закона только после регистрации их парламентом. Ордонансы издавались до Великой французской революции, а затем — в период Реставрации.
Большинство ордонансов, изданных до начала XVIII века, охватывают целый ряд вопросов в сферах юстиции, финансов, в церковных или академических делах. Среди них:
- Великий мартовский ордонанс (1357);
- Кабошьенский ордонанс (1413);
- Турский ордонанс (1452);
- Ордонанс Монтиль-ле-Тур (1454);
- Ордонанс Блуа (1499);
- Ордонанс Виллер-Котре (август 1539);
- Ордонанс Мулена 1566;
- ордонанс Блуа (май 1579);
- кодекс Мишо (1629);
- апрельский ордонанс Сен-Жермен-ан-Ле (1667).

Документы позднего периода по преимуществу рассматривают какой-либо конкретный вопрос:
- Ордонанс 1634 о дисциплине на кораблях военного флота;
- Кодекс Людовика (1667) — гражданский кодекс;
- Ордонанс о водах и лесах (1669);
- Уголовный ордонанс 1670 — уголовный кодекс;
- Ордонанс об учреждении Дома инвалидов;
- Кодекс торговли (также кодекс Савари) 1673;
- Ордонанс о морском строительстве, 1673;
- Ордонанс о налогах 1680;
- Кодекс торгового мореплавания 1681;
- «Чёрный кодекс» (1685);
- Ордонанс 13 декабря 1698 года про обязательное образование;
- Ордонанс 19 сентября 1701 о вводе в обращение бумажных денег.

В современной Франции ордонансами также называются акты правительства, которые принимаются во исполнение полномочий, делегированных законодателями (их, однако, подписывает глава государства, а не глава правительства) — ст. 38 Конституции Франции 1958 г.

## Швейцария
В современной Швейцарии ордонанс — акт Федерального совета Швейцарии (органа, состоящего из 7 членов и выполняющего функции главы государства и правительства), имеющий силу закона. Различаются исполнительные ордонансы (регулируют исполнение законов) и административные ордонансы.